# Telipna sulpitia
Telipna sulpitia är en fjärilsart som beskrevs av Gustaaf Hulstaert 1924. Telipna sulpitia ingår i släktet Telipna och familjen juvelvingar. Inga underarter finns listade i Catalogue of Life.